# Zustellungsvordruckverordnung
Die Zustellungsvordruckverordnung (ZustVV) wurde am 12. Februar 2002 vom Bundesministerium der Justiz aufgrund des damals geltenden § 24a des Einführungsgesetzes zur Zivilprozessordnung (EGZPO) erlassen (BGBl. I S. 671, ber. S. 1019). Die Ermächtigungsgrundlage befindet sich mittlerweile in § 190 ZPO.
In ihr sind die bundeseinheitlich zu benutzenden Vordrucke für die Beurkundung einer Zustellung festgelegt.